# Pirate Party on Catalina Isle
Pirate Party on Catalina Isle est un film américain réalisé par Gene Burdette et Alexander Van Dorn, sorti en 1935. 

## Synopsis
Divers artistes d'Hollywood représentent un spectacle de variétés sur le thème des pirates dans l'Île Catalina avec le concours de plusieurs stars connu du grand public... 

## Fiche technique
- Titre : Pirate Party on Catalina Isle
- Réalisation : Gene Burdette et Alexander Van Dorn
- Scénario : Gene Burdette et Alexander Van Dorn
- Production : Louis Lewyn
- Société de production : Metro-Goldwyn-Mayer
- Photographie : Ray Rennahan
- Pays d'origine : États-Unis
- Format : Couleurs - 1,37:1 - Mono
- Genre : Court métrage, comédie
- Durée : 19 minutes
- Date de sortie : 1935

## Distribution
- Charles 'Buddy' Rogers : Lui-même
- Robert Armstrong : Performer
- Lili Damita : Elle-même (non crédité)
- Marion Davies : Elle-même (non crédité)
- Errol Flynn : Lui-même (non crédité)
- Cary Grant : Lui-même (non crédité)
- Chester Morris : Capitaine pirate (non crédité)
- Mickey Rooney : Lui-même (non crédité)
- Randolph Scott : Lui-même (non crédité)
- Mary Stewart : Fanchonette (non crédité)